# Dracy-lès-Couches
Dracy-lès-Couches é uma comuna francesa na região administrativa de Borgonha-Franco-Condado, no departamento Saône-et-Loire. Estende-se por uma área de 8,36 km². Em 2010 a comuna tinha 158 habitantes (densidade: 18,9 hab./km²).